# Deividas Česnauskis
Deividas Česnauskis est un footballeur international lituanien né le 30 juin 1981 à Kuršėnai en Lituanie. Il est le grand frère d'Edgaras Česnauskis.

## Carrière

### En sélection
Deividas Česnauskis est convoqué pour la première fois par le sélectionneur national Benjaminas Zelkevičius pour un match amical face à l'Estonie le 4 juillet 2001.
Il compte 52 sélections et 4 buts avec l'équipe de Lituanie depuis 2001.

## Palmarès
- Avec le Lokomotiv Moscou :
  - Champion de Russie en 2004.

- Avec le Heart of Midlothian :
  - Vainqueur de la Coupe d'Écosse en 2006.

- Avec le FK Bakou :
  - Vainqueur de la Coupe d'Azerbaïdjan en 2012.

## Statistiques détaillées

### En club
| Saison                | Club                  | Championnat           | Championnat | Championnat | Coupe(s) nationale(s) | Coupe(s) nationale(s) | Compétition(s) continentale(s) | Compétition(s) continentale(s) | Compétition(s) continentale(s) | Sélection | Sélection | Sélection | Total | Total |
| Saison                | Club                  | Division              | M.          | B.          | M.                    | B.                    | Comp.                          | M.                             | B.                             | Équipe    | M.        | B.        | M.    | B.    |
| 1997 - 1998           | Ekranas Panevėžys     | A Lyga                | 4           | 0           | -                     | -                     | -                              | -                              | -                              | -         | -         | -         | 4     | 0     |
| 1998 - 1999           | Ekranas Panevėžys     | A Lyga                | 23          | 3           | -                     | -                     | -                              | -                              | -                              | -         | -         | -         | 23    | 3     |
| 1999                  | Ekranas Panevėžys     | A Lyga                | 21          | 3           | -                     | -                     | -                              | -                              | -                              | -         | -         | -         | 21    | 3     |
| 2000                  | Ekranas Panevėžys     | A Lyga                | 18          | 1           | -                     | -                     | -                              | -                              | -                              | -         | -         | -         | 18    | 1     |
| 2000                  | Dynamo Moscou         | Premier-Liga          | 9           | 0           | -                     | -                     | C3                             | 2                              | 0                              | -         | -         | -         | 11    | 0     |
| 2001                  | Dynamo Moscou         | Premier-Liga          | 4           | 0           | -                     | -                     | C3                             | 2                              | 0                              | Lituanie  | 2         | 1         | 8     | 1     |
| 2002                  | Dynamo Moscou         | Premier-Liga          | 28          | 1           | -                     | -                     | -                              | -                              | -                              | Lituanie  | 4         | 0         | 32    | 1     |
| 2003                  | Dynamo Moscou         | Premier-Liga          | 28          | 4           | -                     | -                     | -                              | -                              | -                              | Lituanie  | 6         | 1         | 34    | 5     |
| 2004                  | Lokomotiv Moscou      | Premier-Liga          | 8           | 0           | -                     | -                     | -                              | -                              | -                              | Lituanie  | 4         | 1         | 12    | 1     |
| 2004 - 2005           | Heart of Midlothian   | Premier League        | 8           | 0           | -                     | -                     | -                              | -                              | -                              | Lituanie  | 3         | 0         | 11    | 0     |
| 2005 - 2006           | Heart of Midlothian   | Premier League        | 25          | 0           | -                     | -                     | -                              | -                              | -                              | Lituanie  | 4         | 1         | 29    | 1     |
| 2006 - 2007           | Heart of Midlothian   | Premier League        | 9           | 0           | -                     | -                     | C1+C3                          | 3+2                            | 0+0                            | Lituanie  | 2         | 0         | 16    | 0     |
| 2007 - 2008           | Heart of Midlothian   | Premier League        | 13          | 1           | 2                     | 1                     | -                              | -                              | -                              | Lituanie  | 6         | 0         | 21    | 2     |
| 2008 - 2009           | Heart of Midlothian   | Premier League        | 13          | 0           | 2                     | 0                     | -                              | -                              | -                              | Lituanie  | 6         | 0         | 21    | 0     |
| 2009 - 2010           | Ergotelis Héraklion   | Superleague           | 23          | 2           | 1                     | 0                     | -                              | -                              | -                              | Lituanie  | 3         | 0         | 27    | 2     |
| 2010 - 2011           | Aris Salonique        | Superleague           | 9           | 0           | -                     | -                     | C3                             | 6                              | 0                              | Lituanie  | 3         | 0         | 18    | 0     |
| 2011 - 2012           | FK Bakou              | Premyer Liqası        | 25          | 7           | 5                     | 1                     | -                              | -                              | -                              | Lituanie  | 4         | 0         | 34    | 8     |
| 2012 - 2013           | FK Bakou              | Premyer Liqası        | 6           | 0           | -                     | -                     | C3                             | 2                              | 0                              | Lituanie  | 5         | 0         | 13    | 0     |
| Total sur la carrière | Total sur la carrière | Total sur la carrière | 274         | 22          | 10                    | 2                     | -                              | 17                             | 0                              | 0         | 52        | 4         | 353   | 28    |

### Buts internationaux
| Buts (4) en sélection de Deividas Česnauskis au 25 octobre 2012 | Buts (4) en sélection de Deividas Česnauskis au 25 octobre 2012 | Buts (4) en sélection de Deividas Česnauskis au 25 octobre 2012 | Buts (4) en sélection de Deividas Česnauskis au 25 octobre 2012 | Buts (4) en sélection de Deividas Česnauskis au 25 octobre 2012 | Buts (4) en sélection de Deividas Česnauskis au 25 octobre 2012 | Buts (4) en sélection de Deividas Česnauskis au 25 octobre 2012 |
|                                                                 | Date                                                            | Lieu                                                            | Adversaire                                                      | Score                                                           | Résultat                                                        | Compétition                                                     |
| --------------------------------------------------------------- | --------------------------------------------------------------- | --------------------------------------------------------------- | --------------------------------------------------------------- | --------------------------------------------------------------- | --------------------------------------------------------------- | --------------------------------------------------------------- |
| 1.                                                              | 4 juillet 2001                                                  | Daugavas stadions, Liepāja (Lettonie)                           | Estonie                                                         | 2 - 2                                                           | 5 - 2                                                           | Coupe baltique 2001                                             |
| 2.                                                              | 3 juillet 2003                                                  | Valga Linnastaadion, Valga (Estonie)                            | Estonie                                                         | 0 - 2                                                           | 1 - 5                                                           | Coupe baltique 2003                                             |
| 3.                                                              | 17 novembre 2004                                                | Stadio Olimpico, Serravalle (Saint-Marin)                       | Saint-Marin                                                     | 0 - 1                                                           | 0 - 1                                                           | Éliminatoires Coupe du monde 2006                               |
| 4.                                                              | 17 août 2005                                                    | LFF Stadium, Vilnius (Lituanie)                                 | Biélorussie                                                     | 1 - 0                                                           | 1 - 0                                                           | Match amical                                                    |